# Бургер, Генрих
Генрих Бургер (нем. Heinrich Burger; род. 31 мая 1881, Мюнхен — 27 апреля 1942, там же) — немецкий фигурист, выступавший в одиночном и парном катании. В паре с Анной Хюблер становился олимпийским чемпионом (1908), двукратными чемпионом мира и Германии.
Хюблер и Бургер — первые олимпийские чемпионы в парном катании. До 1908 года соревнования по фигурному катанию на Олимпиадах не проводились.
Бургер достаточно успешно выступал на международных соревнованиях и в одиночном разряде. Был серебряным призёром чемпионата мира (1904, 1906), серебряным призёром чемпионата Европы (1905) и трёхкратным чемпионом Германии.
По профессии — адвокат.

## Спортивная карьера
Генрих Бургер начинал свою карьеру с выступлений в одиночном катании. В 1904 году он дебютировал на национальном чемпионате, где занял первое место. На первенстве Европы того же года был заявлен в числе участников, однако с соревнования снялся. Чемпионат мира 1904, проходивший в Берлине, фигурист завершил с серебряной медалью, уступив шведу Ульриху Сальхову.
В 1905 году Бургер занял 2-е место на чемпионате Германии. Кроме того, в том же году он выступил на чемпионате Европы, где по итогу соревнования завоевал серебряную медаль. В 1906 году фигурист одержал вторую победу на национальном первенстве, а также принял участие в чемпионате мира, где занял 2-е место.
С 1907 года, помимо выступлений в одиночном разряде, Генрих Бургер стал соревноваться также и в парном катании с Анной Хюблер. В 1907 году фигурист одержал победу в обеих дисциплинах на чемпионате Германии, а на мировом первенстве того же года, выступая в одиночном катании, занял 5-е место.

## Результаты
(Выступления в парном катании с Анной Хюблер)
| Соревнования       | 1907 | 1908 | 1909 | 1910 |
| ------------------ | ---- | ---- | ---- | ---- |
| Олимпийские игры   |      | 1    |      |      |
| Чемпионат мира     |      | 1    |      | 1    |
| Чемпионат Германии | 1    |      | 1    |      |

(Результаты выступлений в одиночном катании)
| Соревнования       | 1904 | 1905 | 1906 | 1907 | 1908 |
| ------------------ | ---- | ---- | ---- | ---- | ---- |
| Чемпионат мира     | 2    |      | 2    | 5    | 3    |
| Чемпионат Европы   | WD   | 2    |      |      |      |
| Чемпионат Германии | 1    | 2    | 1    | 1    |      |